# فيبي إيفرون
فيبي إيفرون (بالإنجليزية: Phoebe Ephron)‏ هي كاتبة سيناريو أمريكية، ولدت في 26 يناير 1914 في نيويورك في الولايات المتحدة، وتوفي بنفس المكان في 13 أكتوبر 1971 بسبب مرض.

## وصلات خارجية
- فيبي إيفرون على موقع IMDb (الإنجليزية)
- فيبي إيفرون على موقع ألو سيني (الفرنسية)
- فيبي إيفرون على موقع أول موفي (الإنجليزية)
- فيبي إيفرون على موقع قاعدة بيانات برودواي على الإنترنت (الإنجليزية)
- فيبي إيفرون على موقع قاعدة بيانات الأفلام السويدية (السويدية)
- فيبي إيفرون على موقع قاعدة بيانات الفيلم (الإنجليزية)
- فيبي إيفرون على موقع كينوبويسك (الروسية)